# اطلع من مزاجي (فلم)
اطلع من مزاجي هو فيلم كوميدي كويتي من إنتاج سنة 2019. الفيلم من إخراج عبد الله السلمان، وتأليف عبد الله السلمان، ومن بطولة أحمد العونان، وخالد العجيرب، ونايف البشايرة، وهدى صلاح.

## ملخص القصة
تدور أحداث الفيلم حول (غانم)، المواطن المتقاعد والذي يجد الحياة شديدة الصعوبة وراتبه التقاعدي لا يكفي إحتياجاته، حتى يقابل صديقه (محسن) الذي يعاني من هوس بشبكات التواصل الاجتماعية وتتغير حياتهم للأبد.

## طاقم التمثيل
- أحمد العونان
- خالد العجيرب
- نايف البشايرة
- هدى صلاح
- بوفوزي